# Effincourt
Effincourt település Franciaországban, Haute-Marne megyében. Lakosainak száma 56 fő (2022. január 1.). Effincourt Montreuil-sur-Thonnance, Osne-le-Val, Pansey, Paroy-sur-Saulx, Saudron és Montiers-sur-Saulx községekkel határos.

## Népesség
A település népességének változása:
| Lakosok száma | 105  | 103  | 98   | 75   | 68   | 64   | 61   | 59   | 58   | 56   |
|               | 1968 | 1982 | 1990 | 2006 | 2013 | 2015 | 2017 | 2019 | 2020 | 2022 |